# Ian Ousley
Ian Luke Ousley (College Station, Texas, 28 de marzo de 2002), es un actor estadounidense. Interpreta a Sokka en la serie de acción real,  Avatar: El último maestro del aire de 2024.

## Carrera
Ousley nació en Texas. En 2019, interpretó a Robby Corman en la serie de televisión 13 Reasons Why, un superviviente de una agresión sexual y miembro del grupo Hands off Our Bodies. 
En 2021, fue elegido para interpretar a Sokka en la serie de Netflix Avatar: The Last Airbender.

## Filmografía
| Año           | Título                     | Rol          | Notas                                                     |
| ------------- | -------------------------- | ------------ | --------------------------------------------------------- |
| 2019          | Sorry for Your Loss        | Brayden      | Invitado 1 episodio, serie de TV                          |
| 2019–2020     | 13 Reasons Why             | Robby Corman | Recurrente 3 episodios, serie de TV Netflix (temporada 4) |
| 2020          | Young Sheldon              | Jeremy       | Invitado 1 episodio, serie de TV                          |
| 2021          | Big Shot                   | Bodhi        | Invitado 2 episodios, serie de TV                         |
| 2021          | Physical                   | Zeke Breen   | Invitado 4 episodios, serie de TV                         |
| 2024-presente | Avatar: The Last Airbender | Sokka        | Elenco principal, serie de TV Netflix                     |